# 本田瞳
本田 瞳（ほんだ ひとみ、1992年8月4日 - ）は、日本のAV女優。LIGHT所属。

## 略歴
2021年1月、マドンナの専属女優としてAVデビュー。
2022年4月2日、公式Twitterで専属を離れ企画単体女優となることを報告。
2023年12月4日週FANZA動画フロアランキングにて、同年9月に発売したシリーズ総集編作品『ホイホイfriends 06 素人ホイホイFriends・素人・ハメ撮り・ドキュメンタリー・個人撮影・巨乳・美乳・くびれ・飲酒・OL・ドM・セフレ・潮吹き・お漏らし・放尿・清楚・長身・お姉さん・美脚・コスプレ・電マ・筋肉・肉食』（素人ホイホイ/妄想族）が1位に急上昇した。

## 人物
出身は関西。
デビュー時点では既婚者で、夫に対する性的な不満からデビューする。
同じ所属事務所の石原希望を事務所入りの前後でSNSで認識し一方的にファンとなる。その後マネージャーを通じてビデオレターが届けられ、spaceでの会話を経て、2021年10月に石原の書店イベントを尋ね本人と対面を果たした。12月には事務所内で対面するなど、本田のほうが年上でありながら「うちの瞳」と後輩として可愛がられている。

## 作品

### アダルトビデオ
- 原石 ミセス・ダイヤモンド 本田瞳 28歳 AV DEBUT!! 肩書きのない専業主婦に、アナタは必ず惚れてしまう―。（1月25日、マドンナ）
- Madonna専属 ミセス・ダイヤモンド 本田瞳 第2弾!! 呼吸を忘れるほど荒々しい、甘く危険なキスに溺れて…。（2月25日、マドンナ）
- 抱かれたくない男に死にたくなるほどイカされて…（3月25日、マドンナ）
- 原石 ミセス・ダイヤモンド 専属第4弾!! 初NTR作品!! 「同窓会に行ってくるね♪」と出ていった妻から、もう3時間既読がつかない―。（4月25日、マドンナ）
- 美顔の原石妻、待望の『中出し』解禁!! 汗だくのパート妻と、抜け出せない密室で二人きり…。（6月25日、マドンナ）
- 出張先のビジネスホテルでずっと憧れていた女上司とまさかまさかの相部屋宿泊（7月25日、マドンナ）
- 夫の上司に犯され続けて7日目、私は理性を失った…。（8月25日、マドンナ）
- 閉店間際の銭湯で…。 〜年下男と背徳の湯けむり汗だく性交〜（9月28日、マドンナ）
- 専属 本田瞳 初熟れコミ!! 累計5万DL!! 部下と上司の秘密の関係を激しくやらしく描いた人気同人を忠実実写化!! 原作:針玉ヒロキ チョロい、上司（10月26日、マドンナ）
- 専属・本田瞳の本気イキ!!連続絶頂に乱れ堕ちる…!! 密着中出しセックス 〜バーで知り合った常連客と行きずりの不倫性交〜（11月23日、マドンナ）
- 夫しか知らなかった私は、ラブホテルの休憩2Hで人生を狂わす悦びに目覚めて―。（12月28日、マドンナ）

- 愛妻《中出し》可 串刺しNTR（1月25日、マドンナ）
- 本田瞳 マドンナ専属『初』BEST 3枚組12時間 ～みんなが恋する原石妻、豪華21本番SPECIAL～（2月8日、マドンナ）※ベスト盤
- 先立った兄貴に家族を宜しくと頼まれたので母×娘まとめて中出し調教して服従させる事にした―。（2月22日、マドンナ）
- 町内キャンプNTR テントで何度も中出しされた妻の【閲覧注意】浮気映像（3月22日、マドンナ）
- ノーブラノーパンで挑発してくるスケベ奥さんが隣に引っ越してきた!（5月3日、グローリークエスト）
- 夫の兄とNTR家庭内不倫（5月5日、プラネットプラス）
- 「もうイッてるってば!」 淫乱に目覚めた女子社員 〜絶頂連発!情熱の休日出勤〜 営業事務 本田 瞳(29) 既婚（5月10日、オーロラプロジェクト・アネックス）
- 羞恥! 新任女教師が学習教材にされる男子校の性教育 生徒の目の前で無遠慮な指が膣に挿入される!プライドは崩壊するが、子宮の奥から愛液があふれ出る 8（5月12日、サディスティックヴィレッジ）
- 濡れてテカってピッタリ密着 神競泳水着 ロリ可愛い女子の競泳水着姿をじっとりと堪能!着替え盗撮から始まり貧乳から巨乳にパイパン、ハミ毛、ジョリワキ等のフェチ接写やローションソーププレイや競泳水着ぶっかけ等を完全着衣で楽しむAV（5月12日、親父の個撮）
- 妻の残業NTR わたし、旦那に嘘をついて残業しています…。（5月17日、溜池ゴロー）
- 美乳人妻限定! 乳首こねくり我慢ゲーム大会 ノーブラ透け乳首をず〜っとコリコリされ感度が爆上がりした人妻はデカチンを見せつけられて中出しも拒めないのか!?（5月17日、はじめ企画）
- 隣の美人妻に童貞なのがバレて朝まで何度も 杭打ち騎乗位でザーメン搾り取られ続け金玉空っぽにさせられた一夜（5月24日、h.m.p DORAMA）
- 私…これから不倫します。 旦那が家に連れてきた会社の後輩は…過去に一度、抱かれた男…（5月24日、クリスタル映像）
- 一流企業で働くエリートOL限定 マジックミラー号 「下着メーカーのモニター調査」と称して生おっぱいをモミモミしながらインタビュー 清純そうな見た目からは想像もつかない超ドえろ発言連発! 敏感な美乳をもみほぐされて激ピストンでイキまくり! 10人中10本番!（5月26日、SODクリエイト）
- 完全盗撮 同じアパートに住む美人妻2人と仲良くなって部屋に連れ込んでめちゃくちゃセックスした件。 其の45（6月7日、変態紳士倶楽部）
- 羞恥! 教員採用試験を合格した新任女教師が医師も看護師も男の病院で男性教諭と一緒に着任前健康診断を受けさせられる 2022（6月9日、サディスティックヴィレッジ）
- 栗の華の匂いと愛液に塗れた、御籠りセックス。 イヤらしく抱かれる快感に咽び泣き絶頂しまくる1泊2日（6月14日、オーロラプロジェクト・アネックス）
- 素人妻ナンパ 全員生中出し 5時間 セレブDX 81（6月15日、ロータス）
- 感じすぎていっぱいおもらしごめんなさい… 37（6月28日、セレブの友）
- ママ友と日帰り不倫露出旅（6月28日、HALENTINO/妄想族）
- 【アテンド裏交渉OK】リピーター続出! 巷で噂の過激サービスコンパニオン（7月5日、桃太郎映像出版）
- お色気美人は尽くしたい メチャかわ笑顔で男を絞り取る濃密SEX（7月5日、S-Cute）
- AVを大音量で観ていたら隣家の美人妻がクレームを言いにきたのでフル勃起したデカチンを見せつけると欲情していたので留守番してる旦那に奥さんの絶頂ボイスを聞かせてあげた件 9（7月5日、変態紳士倶楽部）
- 「もうホテル入ろっ…♡」 マッチングアプリでゲット!! 美人専業主婦は即効型の都合のイイ絶倫タダマンビッチだった。 ≪時間限定浮気≫人妻:ひとみさん。（7月5日、ナンパJAPAN）
- 【寝取らせ検証】 「夫婦で女性用アダルトグッズを試すはずが…」モニター調査で男性スタッフに責められイキ潮を吹かされた妻はその後、浮気してしまうのか? Vol.2（7月7日、コスモス映像）
- 堕とされた美人弁護士（7月12日、オーロラプロジェクト・アネックス）
- 『愛し合う夫婦が残したいメモリアルヌードフォト』と題された雑誌の企画と妻を騙し、絶倫チ○ポ男と素肌密着偽撮影会で寝取られ検証!! 旦那よりも若くてカチカチに反り返ったチ○ポがマ○コまで3cmに超接近して奥さん急激欲情!? 旦那が近くにいるにも関わらず生中出し… 12（7月15日、DOC）
- 浮気を楽しむ悪い若妻（7月19日、KSB企画）
- 親友対決! 固定ディルド 腰ふり競争1000回ふらなきゃ帰れまセン!! 15（7月19日、はじめ企画）※「さくら」名義
- 瞳が語る背徳の情事 罪悪感で濡れる嫁と嫉妬で萌える旦那（8月11日、ヒビノ）
- 貞操帯露出 野外性交して自宅でオマ○コ拘束された1ヵ月の記録（8月11日、SUN）※「ヒトミ」名義
- 夫の部下に乳首開発されてしまいイヤラシイ乳首でイキまくる妊娠適齢期のスケベな美人妻（8月16日、グローリークエスト）
- 秘書in... (脅迫スイートルーム)（9月2日、ドリームチケット）
- 飲みログ自撮りせんべろ女子 〜飲みベーション高めスケベ美女のタダマンはしご酒〜（9月6日、桃太郎映像出版）
- 潜入!! 噂のリンパマッサージ店 13 「裏オプション、いかがなさいますか?」（9月8日、LEO）
- 魅惑の黒パンスト完全着用オナニー15人!（9月13日、セレブの友）
- あなたの奥さんを『寝取らせ屋』がNTRさせて頂きます!（9月13日、セレブの友）
- 120%リアルガチ軟派伝説 vol.112（9月16日、プレステージ）
- 初レズ解禁! 本田瞳with波多野結衣（9月27日、セレブの友）
- 美しい母と感汁ベロキス爆汗孕ませ性交（9月29日、センタービレッジ）
- 完全ドキュメント! AV業界でMで目覚めた美人妻。 巨根に突かれ続けてイキまくり（10月4日、パコパコ団とゆかいな仲間たち/妄想族）
- とってもかわいい保育士の皆さん! 童貞くんにピンクの乳首をチューチュー吸わせてもらえませんか? 母性溢れる授乳手コキでガチ勃起したち●ぽをそのまま聖母のお股にぬぷっっ! 素人子宮に童貞ザーメン連続中出し妊娠スペシャル!（10月14日、赤面女子）
- ガチナンパ! 一流百貨店に勤務する清楚な美容部員さん! 人生初の人前でのベロキスと羞恥公開オナニーで高まっちゃってイっても止めない発情暴走SEX中出し10発!（10月15日、ピーターズ）
- 【個撮】 フェラなら撮らしてくれた! 3 あ〜んぐり口内射精9人（10月18日、HALENTINO/妄想族）
- 本田瞳のマ○コに快楽のまま精子をぶち込んだ 〜卑劣中出し3SEX!（10月25日、セレブの友）
- 寝取られの館 4 〜ダッチワイフにされた妻〜（11月8日、ながえスタイル）
- 14人の『全身性感帯』 オイルオナニー!（11月8日、セレブの友）
- 押しに弱いエステティシャンへハミ出し勃起チ○ポをアソコに押し当てパンツ越し先っぽグリグリ挿入! 欲しがるまで焦らしコスればナマSEXできちゃうのか? Vol.7（11月15日、はじめ企画）
- 乳首で感じて濡れ濡れパン染み 日常的オナニー15人（11月15日、HALENTINO/妄想族）
- 素人 × ハメ撮りシロハメ 4610LIVE イキ過ぎ個人撮影 神イキ女子 vs 鬼マシンバイブ（11月23日、サディスティックヴィレッジ）
- 絶対本番禁止のデリヘル嬢にナマ中出し! 7 オイル素股でマ○コにチ○コを擦られてたら気持ち良すぎて思わずヌルっとナマ挿入!ダメよイヤよと嫌がりながら中出しされちゃう敏感ボイン嬢（12月6日、グローリークエスト）
- 本格SM解禁!! 本田瞳が奴隷調教でマゾ覚醒!!（12月6日、グローリークエスト）
- 夫の目の前で犯されて― ―真夏の情事―（12月6日、アタッカーズ）
- 生中痴漢集団 5 潮吹きSP中出し33発! 2枚組増量版（12月8日、ナチュラルハイ）

- NTRを見せつけた男の悲しむ顔を見れば見るほど膣が濡れ疼きます。（1月10日、BALTAN）
- 前略四畳半の奥様 瞳さん 30歳 ●素人四畳半生中出しシリーズ（2月9日、プラム）
- 美しい人妻のねっとり甘い接吻と高級ランジェリーSEX 田舎育ちの僕を誘惑する都会暮らしの叔父の妻 本田瞳（2月21日、Fitch）
- 胃がんステージ4の余命宣告を受け自分が生きた証を残そうとした人妻 本田瞳（2月28日、SUN）
- 万引き スーパーの人妻たち（3月9日、プラム）
- ドM痴女 本田瞳 有村のぞみ（3月21日、ミル）
- 大手航空会社勤務の現職キャビンアテンダントさん! 「女性経験ゼロ草食系男子のお悩み聞いてくれませんか?」 黒パンスト美脚を目の前にフル勃起した童貞ち○ぽにフライト帰りでムラムラしてるCAさんが赤面発情! 自らまたがり腰振りガニ股騎乗位筆おろし!? 連続中出しTAKEOFF（3月24日、赤面女子）
- セフレちゃん ひとみ ―会えば絶対ヤラせてくれる女―（4月4日、ティーチャー/妄想族）
- お願いします。私を調教してください…。 本物マゾ雌奴隷 プライベート調教レズビアン 本田瞳 新村あかり（4月11日、ビビアン）
- 彼女が2泊3日の旅行で居ない間に既婚者の元カノと3日間ハメまくったイケナイ純愛記録 本田瞳（4月14日、人妻花園劇場）
- ママ友の仲良し美人奥様2人が【童貞君を探し出して筆おろしセックス出来たら100万円!?】に挑戦! 夫に内緒で童貞求めてはじめての逆ナンパ!! 見つけ出したガチガチ年下童貞チ○ポに興奮しちゃったご無沙汰人妻2人がチ○ポ奪い合うハーレム筆おろしW生中出しSP（4月14日、赤面女子）
- 顔面接吻 ～ベロで顔を犯●れる～ 新卒入社の真面目なOLが同僚達にヨダレまみれの接吻ハラスメントでキスに目覚める 本田瞳（4月20日、AKNR）
- パンティの中にチ○ポを挟みこみパンコキ & 亀頭責めで悶絶射精させるお姉さん（5月16日、アロマ企画）
- 押しに弱いエステモニター騙し撮り! 乳首ビンビン女子を媚薬オイルでこねくりチクイキさせるとヤレるのか!? エビ反り痙攣アクメ失禁で理性ブッ飛び中出しSEX!（5月16日、はじめ企画）
- パンスト穴あけ指入れ痴漢でねっとり膣内をほじられ本気汁が滴るほど感じまくる美脚女（5月25日、ナチュラルハイ）
- 痴女ってスゲェ!? 経験人数は∞無限大! 港区で有名なヤリマン二人組と朝まで大乱交! チ○ポバカになるまでヌいてくれるH大好き欲求不満ビッチにひたすら犯○れる生パコ痴女会（6月9日、赤面女子）
- 糸を引くような濃厚なセックス無しでは生きていけない変態OL ひとみさん（6月13日、オーロラプロジェクト・アネックス）
- 緊縛調教妻 ダメ夫に振り回される義娘を心配する義父 歪んだ愛情と情欲が入り混じる縄と蝋燭と鞭（6月13日、グローバルメディアアネックス）
- 接写アングルでパンティの上からクリトリスを弄ったり指マンで本気イキを激写!!（6月13日、アロマ企画）
- 性の目覚めを思い出す あの頃のパンツで羞恥オナニー（6月20日、ケチャラパチャラ/妄想族）
- 寝取らせ夫の仕業とは知らず王様ゲームで他の男に胸を揉まれ感じていた愛しい妻（6月22日、DANDY）
- 借金夫婦 妻を他人に抱かせました。 6 〜夫の目の前で何発も中出しされた妻〜（6月27日、ながえSTYLE）
- 【実写版】生徒会長は真性露出狂 緊縛輪姦バッドエンド外伝 本田瞳（7月18日、山と空/妄想族）
- W美女拘束逝かせ ちゃんよた 本田瞳（7月18日、ミル）
- 黒パンスト美人上司 できる女上司がオチ○ポ欲しさにパンスト誘惑してきて性欲爆発!（7月20日、SWITCH）
- 美人ナースさん! 「早漏に悩む男の暴発改善のお手伝いしてくれませんか?」（8月10日、アイエナジー）※配信作品『美人ナースさん! 「早漏に悩む男の暴発改善のお手伝いしてくれませんか?」 男性器慣れしているようで意外とウブな看護師さんが早漏すぎるチ○ポにムラムラ膣キュンしちゃって生中出し! ひとみさん』(IENF-28001)を収録。
- 親友レズビアン 優と瞳 ～耳元で好きって囁いて～ 弘中優 本田瞳（9月5日、U&K）
- 完全CFNM 全裸ですけべ椅子に拘束され濃厚ベロチューしながら蟻の門渡りと亀頭をいぢわるに弄ばれ続ける（9月5日、アロマ企画）
- 優等生J系は、露出狂ド変態 学校や通学路などバレたらヤバい場所で全裸露出するのが癖になったJ系たち（9月5日、FunCity/妄想族）
- 媚薬チ○ポで即ハメ中出しされた後も完全にキマるまで侵入者に居座られ意識がぶっ飛ぶほどイカされまくる貞淑妻 3（9月7日、ナチュラルハイ）
- 素人女子大生ガチナンパ!! 童貞君の精子を30ml溜められたら賞金GET!! たくさん射精しても勃起しっぱなしの童貞君に膣キュン & 痴女覚醒!! 連続射精した後でも更に種搾りプレスで淫らに腰を振る4人の美人JD達!!（9月8日、赤面女子）
- 変態不倫妻 夫が余命一か月と言われたので… 本田瞳（9月19日、ドグマ）
- MGC ACT.4 MAX GIRLS COLLECTION 2023 日向ひかげ / 百永さりな / 本田瞳 / 沙月恵奈（10月10日、MAX-A）
- お姉ちゃんのパンスト好きでしょ？中出しして! 夫が相手にしてくれず僕のチ○ポ求めてパンスト痴女誘惑してきた姉とパンストSEX!（10月12日、SWITCH）
- TOKYO不倫妻EX 美人妻がビヤク覚醒で初めての3Pキメセク中出し!!（10月13日、ホットエンターテイメント）
- 見つめられただけで即勃起したチ○ポを焦らしヌキしてくれるドスケベ美女 本田瞳（10月17日、デジタルアーク）
- 今、セフレで一番エロい推し妻、紹介します。チ〇ポ大好き誰の精子でも笑顔でごっくん、中出しする美形セフレ妻瞳さん (28歳)（10月26日、コスモス映像）
- 【厳選】美巨乳セラピストが全裸で絡みつく「おま●こ回春↑」極楽マッサージサロンが「ヤバいっ!!」（10月24日、ヤングコーン/妄想族）
- ドSの厨二病エロ配信者にドマゾ体質を見抜かれライブ配信調教レズビアン 本田瞳 天然美月（10月31日、ビビアン）
- 誰とでも定額挿れ放題! 月々定額料金さえ支払えば団地内の人妻やら学生やら誰にでも挿れ放題!（10月31日、Hunter）
- レズ専用マッチングアプリ ～いまどきビアンのセックスアプリ～（11月7日、U&K）
- ドマゾ人妻のお下劣セックス 本田瞳（11月16日、センタービレッジ）
- 『清楚な人妻ヤッちゃおうぜw』郊外で見かけた美人妻を眠剤拉致 抵抗したら泣きじゃくるまで連発ビンタでわからせる! 半グレ集団輪姦 本田瞳（11月21日、山と空/妄想族）
- 夫婦人質事件 新婚旅行で朝から晩まで中出しされ続けた妻 本田瞳（11月28日、ながえSTYLE）
- 素人ヘアヌード大図鑑～都内難関私立大学在学中 清楚な無毛女子大生編（11月28日、S級素人）
- 結婚直前で破局した隣人デカ尻アラサーOLの心の隙間を狙って童貞だけど慰めSEXに挑戦したら初めてハメ潮イキした相性ピッタリデカチンを気に入られ何度も中出しお漏らし交尾を求められた。 本田瞳（12月5日、LUNATICS）
- 最下層のWクソマゾ女 メス豚頂上対決 しおかわ雲丹 本田瞳（12月5日、グローリークエスト）
- ぐにぐにズボ! 「あれ… 挿っちゃいました?」 布1ミリの壁を突破! 紙パンツからハミ出た勃起チ○ポをわざと自分の下着に押し当てる2人の巨乳エステ嬢!（12月12日、Hunter）
- 夫婦円満の秘訣はスワッピング!? 結婚生活も長くセックスレスになってしまった倦怠期の夫婦が仲良し夫婦に誘われて夫婦交換スワッピングにハマってしまうまで。（12月12日、Hunter）
- 熟女連れ込み! 他人棒と遊ぶ人妻 盗撮ドキュメントのすべて 46 ～ヤリタイ盛りの30代人妻たちの性活動編～（12月12日、熟女プライベート/熟女卍）
- 秘伝の回春マッサージで全身性感帯になった巨乳美人にわいせつ行為を繰り返した変態エロ整体師の記録 其の3 本田瞳（12月19日、カルマ）
- アナルのシワの数までハッキリわかる! ノーモザイク連続絶頂アナル見せオナニー 21（12月21日、アイエナジー）
- 一流百貨店に勤務する清楚で品格漂う美容部員さんが童貞君とくちSEX! キス未経験男子に唇が素敵なキス好き女子がDキス、舌吸い、舌挿入、舌激ピストン! 顔中よだれまみれで恍惚絶頂! 下のお口も濡れ濡れになってま●こでも生中童貞筆おろし!!（12月22日、赤面女子）
- 2人の義姉と月額1万円のヤリ放題サブスク契約! 義姉マ○コはいつでもどこでも挿れ放題!（12月26日、Hunter）

- つけまわし拉●昏●●●● ●害者3名（1月5日、ゲッツ!!）
- 人妻自宅エステ盗撮 妻が自宅エステサロンを始めたのですが…（1月9日、JET映像）
- ガチンコ全裸レズバトルリターンズ 4 咲野瑞希 本田瞳 もなみ鈴 蘭々（1月11日、ROCKET）
- 顔出し解禁!! マジックミラー便 全員38歳over! 年齢を感じさせない美しい人妻さん 初めての公開ディープキス編 vol.10 8人全員SEXスペシャル!! 若い男子との濃厚接吻で久しぶりに熱くトロけてしまったオマ○コは青年の硬いデカチ○ポが欲しくてたまらない!!（1月23日、DEEP'S）
- 女のイキツボ直撃レズエステ 7 乳首いじりとこねくり責めで拒絶しながらも絶頂をくり返す未開発のカラダ（1月25日、ナチュラルハイ）
- 『あなただけですよ…』 沼落ち確定! 何度もヌイてくれる人妻回春エステ! 1回イッただけじゃチ○ポを離さない! 追撃バキュームで復活チ○ポ即再挿入! 禁止のはずの本番行為でイキまくり!!（1月30日、Hunter）
- 素人ヘアヌード大図鑑～無毛ツルマン女子編（1月30日、S級素人）
- 二人きり温泉旅行ドキュメント 本田瞳（2月6日、パコパコ団とゆかいな仲間たち/妄想族）
- 弟の嫁さん 貞淑なれど敏感な白き女体 本田瞳（2月6日、熟女大学/熟女卍）
- おっさんラッキー 本田瞳（2月13日、タカラ映像）
- 「おち○ちんの皮を剥いてちゃんと洗わなきゃダメだよ!」7 ボクの事をいつまでも子供扱いする年の離れた姉がボクの包茎チ○ポの皮を剥いてちゃんとキレイに洗おうとする!!（2月13日、Hunter）
- 王様ゲームで乱交しまくり! 若妻だらけの町内会は誘惑だらけ! 王様ゲームをやりたがるドスケベ若妻がハメを外し過ぎてまさかのハーレム大乱交! 5（2月13日、Hunter）
- 真面目な義姉の正体は、どんだけチ○ポを突っ込んでも、精子を発射しても物足りないセックス狂いのチ○ポ大好き女だった! 普段、自分を抑制しているせいなのか一度エッチしてしまったら最後、何度も何度も精液が垂れ落ちても激しい中出しセックスをされまくってしまう。（2月13日、Hunter）
- 「誰の下着が一番好き? これも仕事だからちゃんと見て!」 下着メーカーに就職したら10人の巨乳女子社員たちに誘惑されて…とんでもない事態です!（2月13日、Hunter）
- 現役ナースが連続射精チャレンジに挑戦! 白衣の下に隠された母性たっぷりのマシュマロおっぱいで金玉空っぽになるまで抜きまくり! たくさん喘ぎ感じる姿に赤面発情! そのまま天使のおま○こにも生挿入 & 連続中出しSEX!!（2月23日、赤面女子）
- たった7時間2人っきりにしてみたら…結果、10発セックスしてました。 本田瞳（3月1日、ドリームチケット）
- 顔出しMM号 美人妻限定 ザ・マジックミラー 仲良しママ友対抗! 童貞逆ナンパ射精バトル!! 3 出会ったばかりの年下童貞を人妻が恥じらいながらも手コキ・オナホコキ・フェラ! 筆おろし中出し!!（3月5日、DEEP'S）
- 時間を止められる男は実在した! 世田谷暮らしの勝ち組生活をぶっ壊す! 幸せ夫婦も母も子も、全員わからせ中出し編（3月7日、SODクリエイト）
- チ○ポが勃たなくなるまで何度もヤラれまくり! ご近所おばさん数珠繋ぎFUCK! 妻が居ない1泊2日、近隣妻たちが入れ替り立ち替わりやってきて…（3月12日、Hunter）
- オナニー中毒、セックス相手にお困りの方は一度ご相談ください。SEX外来 ～性欲が強過ぎるSEX中毒の患者を治療～（3月12日、Hsoda）
- かわいい巨乳保育士さんが裸エプロン1枚で童貞君の筆下ろし! エプロンからぷるんとハミ出すおっぱい授乳手コキで童貞君も保母さんもムラムラ! 母性とマン汁が溢れるお股にヌプっと生挿入!（3月20日、アイエナジー）
- 「童貞だったの!?」 経験がないと知った瞬間、発情痴女化して襲ってきた家庭教師のお姉さん! 童貞クン6人卒業special!!（3月20日、FALENO TUBE）
- 憧れの女上司と 本田瞳（3月26日、タカラ映像）
- ぶっ壊れたまま大人になってしまった女たち。過去に性的いじめを受け、そのまま大人になった見た目は清楚な女性は変態的なエッチしか感じないようになってしまった。（3月26日、Hunter）
- おま●こ盗撮 窒息イラマチオ 睡眠輪● 首絞め中出しレ×プ 陸上部顧問オンナ教師 二泊三日の激レ×プ合宿 本田瞳（4月2日、MOODYZ）
- 若妻在籍多数! 昼下がりのメンズエステは訳アリ若妻が多数出勤! 隙間時間でサクっと稼ぎたい訳アリ若妻たち…。指名欲しさにエチエチな感じで責めて…くるから当然フル勃起! 勃起したチ○コをお尻にグリグリ押し当てたら嫌がるどころか発情! 自らも腰を動かしズッポシ生挿入!（4月9日、Hunter）
- 目を覚ましたらボクの目の前で超濃厚レズ乱交! 会社の飲み会後、超欲求不満の3人の巨乳女上司がボクの部屋にやって来て宅飲み!（4月9日、Hunter）
- 最悪の親ガチャ「パパがママの中で感じた快感のおかげで今の不幸があります。」鬼畜なパパの強制家庭内セックスの映像を売り物にされる奴隷家族。（4月9日、Hunter）
- まさか誘惑されてる!? 隣で眠る女子社員の浴衣がはだけて生乳がポロリ！社員旅行先の温泉旅館で同室に泊まることになった同僚社員とエロハプニング!!（4月25日、FALENO TUBE）
- 「愛し合う夫婦が残したいメモリアルヌードフォト」と題された雑誌の特集だと妻を騙し、絶倫チ○ポ男と素肌密着偽撮影会で寝取られ検証!! VOL.3 旦那よりも若くてカチカチに反り返ったチ○ポがマ○コまで1cmに超接近して奥さん急激欲情!? 旦那が近くにいるにも関わらず生中出し!! 15発（4月26日、赤面女子）
- 淫乱の刻印 絶望実況配信 本田瞳（5月14日、オーロラプロジェクト・アネックス）
- 「今日はSEXチートデイだから朝までチ○ポ萎えちゃダメ!」 社員旅行中、禁酒 & 禁欲中の女子社員たちは我慢の限界! 全てを解禁して下っ端のボクに朝まで中出しを求めて来た!（5月14日、Hunter）
- 『えっ!? 待って! なに?』 無理矢理デカチン即ハメ! 友達宅で友達の姉や妹と2人きり!（5月14日、Hunter）
- ヨーロッパ最強風俗FKK襲来! 何発でも発射OK! 中出しOK! 乱交OK!（5月14日、Hsoda）
- 出張マッサージの人妻さんに泣き落としでお願いしまくったら 「お店には内緒ですよ…」ずっぽりSEXさせてもらえた一部始終【10カメ盗撮】3 本田瞳（5月21日、カルマ）
- アナルのシワの数までハッキリわかる! スティックローター連続絶頂アナル見せオナニー（5月21日、アイエナジー）※配信作品『アナルのシワの数までハッキリわかる! スティックローター連続絶頂 アナル見せオナニー 本田瞳』(IENFH-34507)を収録。
- 素人おま○こくぱぁ観察 2  輝くビラビラが透けて見えそうなほど4Kカメラ超接写至近距離で照れイキオナニー30ま○こ5時間（5月28日、S級素人）
- 会社飲みで終電逃してオンナ上司の家にお泊りしたら早漏なのがバレて金曜の夜から月曜の朝まで強制射精させられたボク 本田瞳（6月4日、ワンズファクトリー）
- 栗の華の匂いと愛液に塗れた、御籠りセックス。 本田瞳（6月11日、オーロラプロジェクト・アネックス）
- 『精子出なくなるまで中に出して!』 夫との淡白なエッチじゃ全然足りない! 30歳過ぎて性欲旺盛な私は性欲モンスター予備軍!? 誰でもいいから情熱的な激しいセックスがしたい! とにかく燃えるようなエッチがしたい! いっぱい中にも出して欲しい!! そんな私はちなみに巨乳です! 2（6月11日、Hunter）
- 都内某有名スーパーマーケット店長撮影 万引きした美人妻にデカちん20cm砲悪徳エロ店長が中出し折檻する動画 3 本田瞳（6月18日、カルマ）
- 顔舐め密会レズ接吻狂 ～私たちは、唾液まみれレズ接吻の虜～ 本田瞳 末広純（7月9日、ビビアン）
- 『顔にいっぱいかけて欲しいです…』 超ドMちゃんだった2人の巨乳女上司! 普段は超絶厳しい2人の女上司と飲み会してたら段々と態度が豹変してきて…（7月23日、Hunter）
- 何気ない日常に舞い降りたうっかり女子が巻き起こすスケベ過ぎるエロい1日! うっかり天然女子に奇跡の遭遇でラッキースケベ体験!（8月13日、Hunter）
- 痴●盗撮 & 中出し素人娘 媚薬オイルマッサージ Vol.42 超強力媚薬を配合したマッサージオイルを施術中に知らずに塗りこまれたオンナは、身体の火照りに驚き、チ〇ポを欲しがる自分に戸惑い、垂れ出したマン汁に恥ずかしがりながらも生ハメ中出しまで欲してしまう!（8月22日、親父の個撮）
- 【新感覚メンエス】メンエス嬢の心の声が聞こえるメンズエステ! そんなにグリグリされたらエッチしたくなっちゃう… そんなに焦らさないで… (心の声)（8月27日、Hunter）
- 女生徒の嫉妬で奴隷にされた女教師 野外緊縛で恥さらしと輪姦の生贄に 本田瞳（9月3日、グローリークエスト）
- 4K超高画質 鮮明に見える働くナースたちのパンティ染み! ぐちゅぐちゅ指ズボッオナニー!! 「ああんっ… いっぱいイクとこ見てほしいのぉ」 大好きなアナタに送る自撮りオナニービデオレター（9月24日、S級素人）
- アナル解禁! M女の鍵穴を全開放する2穴性交Special 本田瞳（10月15日、Fitch）
- 肉堕ち尻Bitch! 天馬ゆい / 本田瞳（11月4日、ワープエンタテインメント）
- 新入社員の誘惑小悪魔にメスイキさせられまくって僕が「マゾ堕ち」した、あの日の出来事。本田瞳（11月5日、MEGAMI）
- フライト前はムラムラ限界ねっとり甘い接吻で中出し誘導する人妻キャビンアテンダント 世界中のVIPを夢中にする絶品リップサービス 乗務のストレスを自慰プレイで発散 機長と部屋に直行し渡航先でもハメまくる 本田瞳（11月5日、VENUS）
- 下請け会社の男たちにセクハラされまくりの建設会社で働く瞳さんは、拒みながらもひそかに感じてしまうムチムチ新人OL 本田瞳（11月12日、AVS collector’s）
- 絶叫凌辱レイプ 強姦される人妻 夫のせいで闇金業者に犯された若妻。エスカレートする凌辱3Pレイプ 本田瞳（11月12日、グローバルメディアアネックス）
- 学校公認! 挿入率100%! 毎月7のつく日はラッキーデイ! 校内でヌキすぎ必至の激熱エロイベント開催! ハイスペック女子とエッチなご遊戯タイム!（11月12日、Hunter）
- ザ・マジックミラースーツ 銀行編 これを着れば「存在」を「無視」されてSEXし放題（11月19日、DEEP'S）
- だれとでも定額挿れ放題! 4周年記念SP! 宿泊パックツアー編 月々定額料金を支払えばバス & ホテルで何泊でも何発でも出来ちゃう夢の大乱交ツアーが誕生!!（11月26日、Hunter）
- カメラの前でおしっこする女 5（11月26日、グローリークエスト）
- 素人おま○こくぱぁ観察5-人妻編-輝くビラビラが透けて見えそうなほど4Kカメラ超接写至近距離で照れイキオナニー30ま○こ295分（11月26日、S級素人）

- つがいじめ（つがい＋性いじめ）（7月10日、ROCKET）

### アダルトVR
- 季節外れの大雨に降られて帰宅した憧れの兄嫁・瞳さん電車も止まって2人きりの夜、ビショビショの無防備濡れスケ姿に興奮した僕は…。（8月20日、マドンナ）

- 天井特化アングルVR 〜ホテルで女上司に指導される夜〜（2022年10月3日、KMPVR）

- 美人セレブ妻が社会最底辺のボクにだけ見せるイキ狂いアへ顔性交（1月13日、CASANOVA）
- シンプルにヌケるが一番! 誘惑のボディーパーツを見抜けるVR。【淫乱痴女編】（4月1日、MILU VR）
- ずっと見つめながら手コキしてあげる（4月2日、KMPVR）
- ノーモザフェラVR（4月24日、KMPVR）

### アダルト動画配信
- 配信限定 マドンナ専属女優の『リアル』解禁。本田瞳 ハメ撮り MADOOOON!!!!（2月1日、マドンナ）
- #908 Hitomi（4月9日、S-Cute）
- 【オナホ扱いされてブチ犯●れたい…】思わず見惚れる魅力たっぷり美人妻のヒトミさん!目が合うだけでドキドキしてしまう目力抜群の瞳で見つめられて男タジタジ!そんな清楚な見た目に反して中身はド変態!激ピスからのパワーファックでビクビク痙攣絶頂からの連続イキ!!＜エロい娘限定ヤリマン数珠つなぎ!!〜あなたよりエロい女性を紹介してください〜106発目＞（4月29日、プレステージプレミアム）
- 【常人離れにエロい彼女が一般人を巻き込んで羞恥プレイ!】桁違いのエロさが自慢の彼女がお酒パワーを貰って更に淫乱状態に昇格!近くにいたお客さんにおっぱいを揉ませちゃったり、フェラまでしちゃって大暴走wそんな恥辱な様子も楽しんじゃう彼氏もギンギンフル勃起状態になっちゃったので遠慮なく中出しSEXしちゃいます♪【あまちゅあハメREC#まどか#OL】（5月3日、MOON FORCE）※「まどか」名義
- 顔面接吻 〜ベロで顔を犯される〜 新卒入社の真面目なOLが同僚達にヨダレまみれの接吻ハラスメントでキスに目覚める（5月5日、AKNR）
- 瞳美（5月13日、素人ホイホイZ）
- 本間つばさ（5月19日、東京恋人）
- とても羞恥心が強い美人ラグジュ人妻 イク時は腰を突き上げ激アクメ（6月15日、E★人妻DX）
- 顔面接吻 〜ベロで顔を犯●れる〜 教育実習生をセクハラしヨダレまみれのCRAZY KISSでインラン接吻覚醒!（6月16日、AKNR）
- HITOMI（6月24日、素人ホイホイSH）
- 【初撮り】【清楚看護師×白肌美乳】白衣の天使は下着も純白。手マンでもピストンでもすぐにイッちゃう敏感体質の激エロボディ。唾液たっぷりのカメラ目線フェラは必見! 応募素人、初AV撮影 292 瞳 25歳 看護師（6月25日、シロウトTV）
- だちゃん（7月27日、素人ホイホイ）
- イチャラブKISS 朝も夜も彼女と何度も舌を絡ませた記録（月18日、AKNR）
- H.H（9月20日、素人ホイホイLOVER）
- ひとみ先生（10月5日、俺の素人-Z-）
- ひとみ（10月5日、えちえち素人）
- かな（10月8日、シロハメ）
- 【業界きっての美貌を持つメンエス嬢】他を圧倒するルックス。「どうしてこんな子がメンエスに!?」と思わずにはいられない超絶美人セラピストがキモ客に2回中出しされました。【ひとみ(29)入店1か月】（10月9日、ドキュメントdeハメハメ）
- 本田さん（10月10日、待ち伏せハンター）
- 美人! 美巨乳! 美容部員! 口! 顔! 中! 合計3発!（10月13日、E★ナンパDX）
- ラグジュTV 1620 つばさ 31歳 探偵 AV撮影現場に麗しき美人探偵が突撃調査!?淫らな愛液を滴らせ、色白美乳を揺らしつつ、激しい騎乗位で溜まった欲求を万事解決!?（10月21日、ラグジュTV）※「つばさ」名義
- ひとみ（10月21日、いんふる）
- リカ（11月7日、お店に内緒のJ○リフレ）
- 家まで送ってイイですか? case.210【SEXなんて大嫌い!】→【SEXが死ぬほど好き】奇跡の大逆転!!⇒腹イキ調教!ノーハンド裏ポルチオ!総イキ1000回!すでに脳イキ!イキすぎて足が吊る…ただすぐ復活!ずっとSEXできる!無限大体力!だから無限大絶頂⇒挿入中、ずっと男の目を見つめてる!「SEXしてる時だけ男好き」⇒探偵直伝、盗撮&浮気の言い訳マル秘テクニック!（11月18日、ドキュメンTV）※「三輪」名義
- 【スケベ探偵】【全身性感帯】性欲モンスターのアラサーちゃん!降臨!彼氏はいるけど性欲が強すぎてぜんぜん満足できない彼女に愛の手を!激しいSEXご所望の彼女は触れた部分即性感帯の全身クリ探偵でした!乳首を抓ればイキまくるし、本気汁ダダ漏れの肉厚パイパンおま◯こも突けば即イく超逸材!本当に気持ちいいSEXで女はこうもよがるのか…真っ白い肌にもちもちおっぱい&お尻で抱き心地最高のアラサーちゃんに大量中出し&顔射だ!!【アラサーちゃん。11人目 本多さん】（11月23日、Jackson）※「本多」名義
- ひーちゃん（12月11日、東狂ハメンジャーズ）

- 【絶対必見アルティメットマゾ】余分な前説、ヌルい前戯、一切無し!!イキなりフルスロットルで、美人受付嬢をイカせまくるッ!!!マゾを極めたセックス中毒娘に、開始1分で連続イラマ!2分で挿入、即イキ絶頂!!3分でスパンキングの嵐、首●めオーガズムFUCK!!!女子アナ顔の超絶美人を問答無用で無限にイカせまくる衝撃12Pを見逃すな!!!エロ過ぎヤバ過ぎ責め過ぎで、お蔵入り一歩手前の超ドスケベ問題作がここに完成ッ!!（1月2日、DIEGO）※「坂本」名義
- マジ軟派、初撮。1893 ひとみ 23歳 仕事はヒミツ 『お尻叩かれるの好き///』ちょっと変わったお仕事をしてる美女をナンパ成功! お尻を叩かれて発情してそのままSEX! イラマで疼くパイパンマ●コ! 強引に責められドMイキ!（3月11日、ナンパTV）
- ひとみさん（3月15日、俺の素人-Z-）
- 本田さん（3月18日、素人ギャラリー）
- かんな & ひとみ（4月6日、俺の素人-Z-）
- 瞳さん（4月28日、スーパーの人妻ちゃんねる）
- 見つめ合うと興奮するね♡ 密着イチャキスしながら甘〜いSEXに夢中になる! すっぴんのSEXもあるよ（5月25日、AKNR）
- ひとみさん（6月3日、俺の素人-Z-）
- いおりさん & ひとみさん（6月3日、俺の素人-Z-）
- ひとみ（6月4日、素人盗撮倶楽部）
- 【他人の棒で突かれたい…!!】【淫乱F乳の色気MAX美女!!】【激烈なる性欲を挙式寸前で大爆発】Hな妄想で欲望と婚約者を引き連れ美F乳美女!! 彼チンの不満が今宵爆発!! 禁断の初中出しを他人棒で… 解禁!!【他人の棒：ホンダさん：挙式寸前のF乳美女】（6月9日、プレステージプレミアム）
- hitomin（6月16日、素人ホイホイFriends）
- ひとみ（6月27日、おっぱいちゃんず）
- ひとみ先生（7月4日、素人まっちんぐ）
- 美人ナースさん! 「早漏に悩む男の暴発改善のお手伝いしてくれませんか?」 男性器慣れしているようで意外とウブな看護師さんが早漏すぎるチ○ポにムラムラ膣キュンしちゃって生中出し! ひとみさん（7月6日、アイエナジー）
- ひとえ（7月15日、おじさんLOVE）
- 【抜かずの中出し2連戦】できれば毎日シたい若妻! タイツを破ってパイパンマ●コを責めまくり! 我慢できずに潮吹きブッシャー! 涎たっぷり喉奥フェラは搾精注意! 抜かずの中出し2連戦からのサウナセックスで汗ダラダラw 拘束コスプレ姿に腰を振りまくれwww【エロのお世話してみました NO.11】【ひとみ】（7月15日、街角シロウトナンパ）
- 会社の同僚はノーハンドフェラでチ○ポをギンギンにして精子をごっくんしちゃうビッチだった… 本田瞳（7月20日、AKNR）
- ※アヘ顔さえ美しい痙攣OL連続搾精ハメ撮り※【ピル飲み生ちんOKの生粋ドビッチ美乳美女】【スタイル抜群のエロまん丸乳※ビンカン※】【ドちゃシコ! 誘う眼差し見つめチク舐めご奉仕でヌケルぜ!!】「ノーパンで帰んなきゃ♪」いちゃいちゃ早々着衣のまま大量潮吹き雑魚マンOL登場!! ドスケベすぎる眼差し & とろアヘ顔最高にそそります!! 激しフェラでフルボッキを誘発!! 即とろ雑魚マンにはガチガチ生ちんデフォで連続昇天 & お掃除フェラから手コキの欲張り連続搾精ハメ撮り【ハメ撮りとれちゃいました：24】 スキピに攻められ悶絶!! 即昇天するエロむち大興奮ボディOL美女の生チン挿入ハメ撮り!! / ひとみ / 26歳（7月21日、プレステージプレミアム）
- ルームメイドH（9月3日、素人ペイペイ）
- Tさん & Hさん (oremo007)（9月4日、俺の素人-Z-）
- ひとみちゃん (oreco456)（9月6日、俺の素人-Z-）
- K160ちゃん & H160ちゃん（9月8日、蜃気楼）
- ヤミヤミアルコール / 潮でベッドに水たまりを作る女（9月8日、ヤミヤミ）
- 【存在感アリ過ぎ探偵】イイ女過ぎるEカップ美女を彼女としてレンタル! 口説き落として本来禁止のエロ行為までヤリまくった一部始終を完全REC!! ニヤニヤが止まらない展望台デートを満喫した後は、ルール無視してホテルで秘密の恋人セックス! 「叩かれるのとか首●められるのが好き」とドM宣言をかます美女にヤりたい放題!! ひたすらイキまくる反応がエロ過ぎて思わず濃厚発射3連発!! 生マ◯コと美顔に思う存分、出しまくるっ!!【レンタル彼女】 ひとみちゃん 27歳 探偵（10月1日、プレステージプレミアム）
- バスケ部マネージャーH (oremo041)（10月15日、俺の素人-Z-）
- 【源泉垂れ流し!?】SEXしたくてたまらないの美人探偵と温泉サボり旅!! 熱海を散策した後はF乳美乳をしっぽり堪能♪ 久々ち●こに喘ぎまくって水たまりが出来るほど圧巻の潮吹き!! ：今日、会社サボりませんか? In 渋谷 ひとみさん 27歳 探偵（10月23日、プレステージプレミアム）
- ふわめろちゃん（11月1日、素人ホイホイpower）
- 【現役CA】【美乳美尻】【ハメ潮騎乗位】大人の雰囲気漂う現役美人CAとなんと神マッチング!!! 多忙な日々を忘れるまったり遊園地デートでいい感じになってからホテルへgo! 初めは抵抗しつつも、久々のSEXという事で体が正直! おま●こもぐっちょぐちょで臨戦状態!! CAのもっちり美乳と肉厚的な美尻! どエロい体を大堪能!! 久々のち●ぽを前にし、我慢出来ず自らおっぱいとま●こを弄りながらの涎ダラダライラマチオを披露!! どすけべデカ尻を叩きながらの激ピスファックに大興奮でイキまくり! 精子を搾り取るグラインド騎乗位でハメ潮絶頂!!! リピ確定!!!【t●nderist!!】 若菜さん 26歳 現役CA（11月7日、Jackson）
- 本間つばさ 2（11月29日、東京恋人）
- 【メンエス盗撮 / こかどさん / 21歳/Eカップ】「あっ! ダメッ!!」 乳首が弱すぎてエロスイッチONww 2週間先まで予約が取れない超人気のフリーセラピストを押し倒してそのまま無許可中出しした一部始終 こかど（11月8日、まんまんランド）
- 顔出し【個人撮影】ミニスカのセフレとのハメ撮り映像（12月1日、れいわしろうと）
- ロッポンギH076 (oremo076)（12月2日、俺の素人-Z-）
- ひとみさん (oreco551)（12月19日、俺の素人-Z-）
- 至高のエロむちボディの美少女セラピストが本番行為に及んでしまう様子を激撮。一見客でも容赦なくヌキにかかって根こそぎ精液を搾取する彼女は、中出し以外で終わることができない変態痴女だった。#担当:ひとみ（12月21日、ドキュメントdeハメハメ）
- 乳首勃起ママさん 3（12月22日、蜃気楼）

- ヒトミ（1月3日、素人ペイペイ）
- 総務部Hさん (oremo125)（2月5日、俺の素人-Z-）
- ひとみ（2月16日、あいすくりーむ）
- ひとみさん (oreco615)（2月18日、俺の素人-Z-）
- Hさん (oremo148)（3月4日、俺の素人-Z-）
- ひとみ (hmdnc703)（3月23日、ハメドリネットワークSecondEdition）
- アナルのシワの数までハッキリわかる! スティックローター連続絶頂 アナル見せオナニー 本田瞳（3月29日、アイエナジー）
- HITOMI & MIU (oremo161)（4月1日、俺の素人-Z-）
- 美巨乳ドM降臨! 嫉妬深い彼氏にずっと見られている中、嗚咽連続イラマで覚醒してしまいました。 広告代理店 ルート営業 本田さん 入社4年目（4月17日、プレステージプレミアム）
- 瞳さん (oreco685)（4月24日、俺の素人-Z-）
- ひとみ 2（4月26日、素人盗撮倶楽部）
- みう & ひとみ（5月1日、素人ペイペイ）
- 美容部員H (oremo186)（5月13日、俺の素人-Z-）
- 美容部員Hさん (oremo198)（6月8日、俺の素人-Z-）
- ひとみ（6月20日、女性用風俗盗撮）
- ひとみ（6月28日、素人ビリーバー）
- ヒトミさん（7月11日、BiBiD）
- ミニスカポリスを密室で逆逮捕! 新人個撮モデルを中イキ堕ちさせて種付け! かすみ (25)（9月27日、ドキュメントdeハメハメ Plus）

### デジタル写真集
2023年
- 全裸バスケットボール2023（9月25日、小学館、撮影：富田恭透）[10]
- ランジェリーラグビー2023（9月25日、小学館、撮影：富田恭透）[11]

2024年
- 瞳の奥に 【ヌード写真集】 本田瞳（3月22日、プレステージ出版、撮影：街田和由）
- 瞳の奥に 【ヌード写真集】 本田瞳（3月22日、プレステージ出版、撮影：街田和由）

## 出演

### テレビ
- ビ〜チ9（2022年2月、テレビ埼玉） - マンスリーゲスト

### YouTube
2021年
- 【ドッキリ?】〇〇〇ちゃんに凸されました。（10月15日、のぞチャン〜石原希望オフィシャルYoutube〜）
- 【そんな所まで!NG無し質問返し】NG無しで質問にガンガン答えます!!（12月30日、のぞチャン〜石原希望オフィシャルYoutube〜）

2022年
- 【○ネタが止まらない】本田瞳ちゃんとNG無し質問に返し!!（1月7日、のぞチャン〜石原希望オフィシャルYoutube〜）
- 男性の体液が好きな◎V女優、本田瞳/探偵調査員を経て◎V業界へ/初体験は竹藪の中で…（5月5日、AKNRの放送室）
- 色気が溢れる本田瞳を丸裸にする100の質問【私生活編】｜本田瞳｜AV女優（5月14日、label pink）
- 本田瞳の恋愛・エッチ・価値観を丸裸にする100の質問・後編｜本田瞳｜AV女優（5月15日、label pink）
- 【挑戦】ひっかからずに答えられるか?!えっちな大人のなぞなぞ!!【本田瞳】（7月8日、りきちゃんねる）

## 掲載

### 雑誌
- 週刊実話 2021年6月10日号（日本ジャーナル出版） - インタビュー「特報!!AVタイムズ」[12]
- 週刊大衆 2021年7月12日号（双葉社） - インタビュー「人気AVスター15人「処女喪失&アソコの秘密」告白」[13]
- 週刊実話 2021年9月2日号（日本ジャーナル出版） - グラビア「無毛奥さま初脱ぎ痴態」[14]
- 週刊実話 2021年11月11日号（日本ジャーナル出版） - グラビア「パイパン奥さまムチムチ痴態」[15]
- 週刊実話 2022年3月31日号（日本ジャーナル出版） - インタビュー「特報!!AVタイムズ」[16]